# Gernot Blümel
Gernot Blümel (ur. 24 października 1981 w Wiedniu) – austriacki polityk i samorządowiec, były sekretarz generalny Austriackiej Partii Ludowej (ÖVP), w latach 2017–2019 i 2020–2021 minister.

## Życiorys
W 2000 zdał egzamin maturalny. Studiował następnie filozofię na Uniwersytecie Wiedeńskim, uzyskując w 2009 magisterium. Kształcił się również na Université de Bourgogne, a także ukończył studia podyplomowe typu MBA na Uniwersytecie Ekonomicznym w Wiedniu.
Zaangażował się w działalność polityczną w ramach Austriackiej Partii Ludowej. W 2006 został sekretarzem do spraw międzynarodowych w jej młodzieżówce Junge ÖVP. Od 2006 do 2008 był wiceprzewodniczącym YEPP, organizacji młodzieżowej Europejskiej Partii Ludowej. Pracował w biurze wiceprzewodniczącego Rady Narodowej (2006–2008), jako referent w resorcie spraw zagranicznych (2009–2011) oraz koordynator w gabinecie wicekanclerza (2011–2013). W latach 2013–2015 był sekretarzem generalnym ÖVP. W 2015 został członkiem władz miejskich Wiednia (jako przedstawiciel opozycji), a w 2016 stanął na czele stołecznych struktur swojej partii.
W grudniu 2017 objął stanowisko ministra bez teki w rządzie Sebastiana Kurza. W styczniu 2018 powierzono mu odpowiedzialność za sprawy Unii Europejskiej, sztuki, kultury i mediów. Zakończył urzędowanie wraz z całym gabinetem w czerwcu 2019. W wyborach w tym samym roku uzyskał mandat posła do Rady Narodowej XXVII kadencji. W styczniu 2020 został powołany na stanowisko ministra finansów w drugim rządzie Sebastiana Kurza. Pozostał na dotychczasowej funkcji w październiku 2021, gdy nowym kanclerzem został Alexander Schallenberg.
Objęty postępowaniem dotyczącym defraudacji, które przyczyniło się do dymisji Sebastiana Kurza z funkcji kanclerza. Gdy ten ostatni w grudniu 2021 ogłosił odejście z polityki, Gernot Blümel złożył rezygnację ze stanowisk przewodniczącego partii w Wiedniu oraz ministra, kończąc urzędowanie w tym samym miesiącu.